# Run (cântec de Snow Patrol)
Run este un cântec al formației engleze de rock alternativ Snow Patrol. Piesa a fost lansată pe disc single la data de 26 februarie, 2004 și preluată ulterior de numeroși interpreți britanici.

#### Prezența în clasamente
| Clasamentul (2004)               | Cea mai înaltă poziție ocupată |
| -------------------------------- | ------------------------------ |
| Australian ARIA Singles Chart    | 76                             |
| Irish Singles Chart              | 25                             |
| UK Singles Chart                 | 5                              |
| UK Official Download Chart       | 38                             |
| Dutch Single Top 100             | 71                             |
| U.S. Billboard Alternative Songs | 15                             |

## Preluarea Leonei Lewis
Cântecul a fost reînregistrat de către cântăreața de origine engleză Leona Lewis în anul 2008. Piesa a fost lansată pe disc single, iar campania de promovare adiacentă a început la data de 30 noiembrie, 2008 în Regatul Unit. Spre deosebire de versiunea formației Snow Patrol, preluarea Leonei Lewis a devenit rapid hit în Regatul Unit, unde a obținut cea mai înaltă treaptă a clasamentelor de specialitate. 

#### Prezența în clasamente
| Clasamentul (2008–2009)       | Cea mai înaltă poziție ocupată |
| ----------------------------- | ------------------------------ |
| Irish Singles Chart           | 1                              |
| UK Singles Chart              | 1                              |
| Austrian Singles Chart        | 1                              |
| Swiss Singles Chart           | 2                              |
| German Singles Chart          | 15                             |
| Eurochart Hot 100 Singles     | 6                              |
| Canadian Hot 100              | 13                             |
| Finnish Singles Chart         | 7                              |
| Swedish Singles Chart         | 13                             |
| Netherlands Single Top 100    | 77                             |
| Australian ARIA Singles Chart | 78                             |